# سن تندرستی
سن تندرستی واژه‌ای است که بر اساس تحقیقاتی که در سال‌های اخیر توسط گروهی از دانشمندان روی تأثیرات ورزش بر سلامت و افزایش طول عمر انجام گرفته‌است به وجود آمده‌است.
این تیم تحقیقاتی در دانشگاه NTNU نروژ به سرپرستی اولریک ویسلاف طی چند سال تحقیقاتی از جمله تأثیر ورزش در سنین مختلف و مخصوصاً در سنین بالای ۵۰ سال تا ۱۰۰ سال انجام داده‌اند و به این نتیجه رسیده‌اند که میزان سلامت افراد رو نسبت به سن واقعی شان می‌توان سنجید و عدد بدست آمده را می‌توان سن تندرسی یا همان سن سلامت افراد نامید.
سن تندرستی بعد از کشور نروژ در کشور ایالات متحده آمریکا و سپس در کشورهای استرالیا و نیوزیلند و ایرلند شروع به گسترش کرده‌است و هم‌اکنون در خاورمیانه نیز تیمی بر روی این برنامه استاندارد سنجش و افزایش سلامت در حال تحقیق و بررسی برای شروع همکاری و فعالیت بر روی تست‌ها و آزمون‌های سنجش و افزایش سلامت هستند.